# Evangelický hřbitov v Holetíně
Evangelický hřbitov v Holetíně se nachází v obci Holetín, v části Horní Holetín u silnice č. 35524. Vedle něj se nachází hřbitov katolický.
Hřbitov byl založen roku 1824 evangelickým reformovaným (kalvínským) sborem v Krouně. 
Hřbitov je v současnosti ve vlastnictví obce Holetín. 

## Galerie

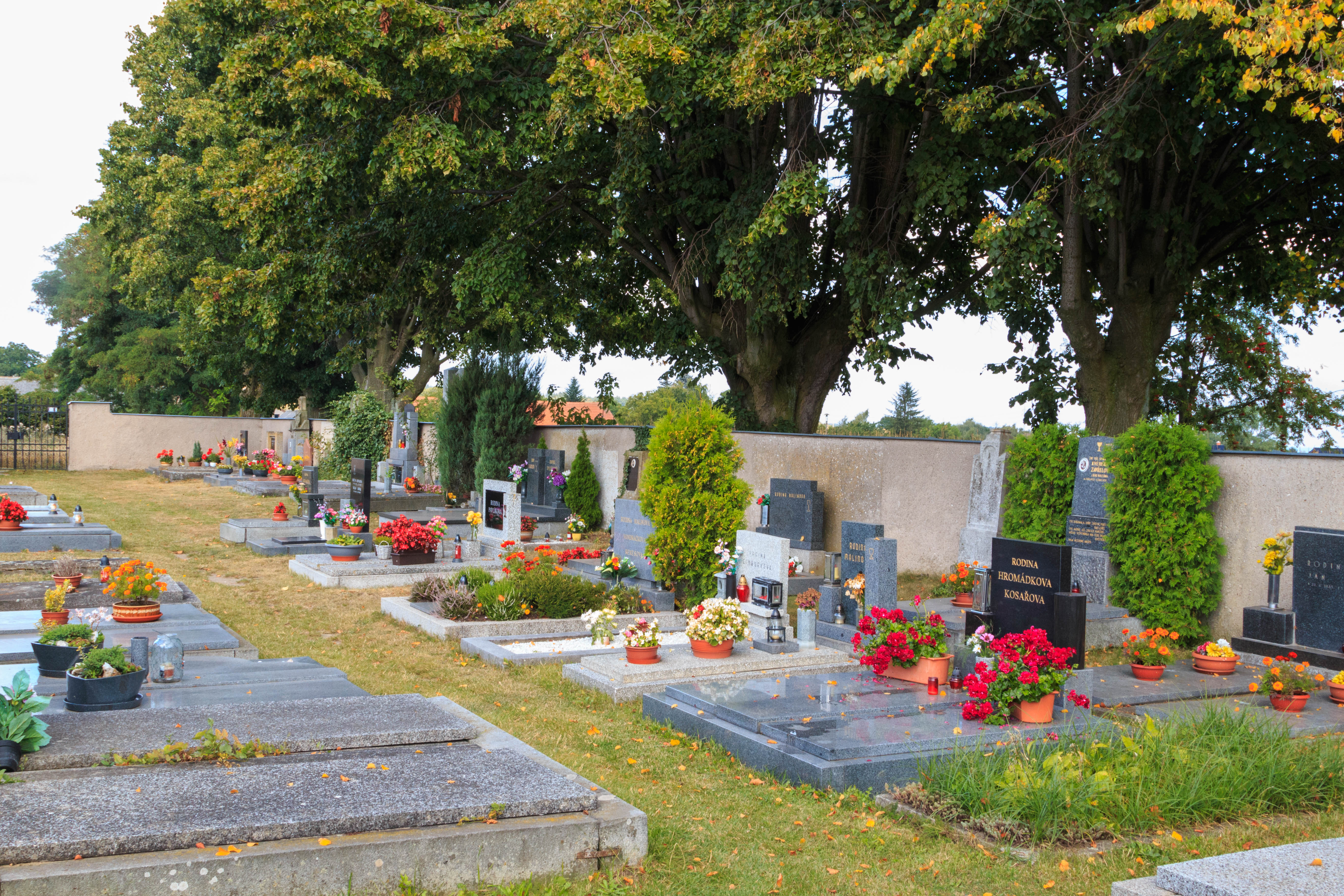